# Антиох IX Кизикский
Антио́х IX Кизикский (Кизикен) (др.-греч. Άντίοχος Κυζικηνός; ум. 95 до н. э.) — правитель части территории государства Селевкидов (с 114 до н. э.). Сын Антиоха VII Сидета и Клеопатры Теи.
После смерти отца в Парфии и возвращении дяди Деметрия II Никатора к власти в 129 году до н. э. мать Антиоха отправила сына в город Кизик (находился на берегу Мраморного моря). Отсюда он получил своё прозвище «Кизикский».
Антиох вернулся в 116 году до н. э. в Сирию и предъявил права на престол. Страной тогда управлял его так сказать двоюродно-единоутробный брат Антиох VIII Грип. Началась междоусобная война, в которой в 112 году до н. э. погибла супруга Антиоха Клеопатра, убитая по приказу супруги Антиоха VIII Трифены. Через год Антиох разбил брата, захватил в плен и убил Трифену. В конце концов, страна была поделена между братьями. Антиоху достались Келесирия и Финикия.
В 96 году до н. э. Антиох VIII был убит своим советником Гераклеоном, а в следующем году сын Антиоха VIII Селевк VI Эпифан захватил Антиоха Кизикского и велел его казнить (по другим источникам, Антиох покончил с собой, чтобы избежать плена). Его сын Антиох X Евсеб продолжил борьбу с сыновьями Антиоха VIII.

## Комментарии
1. ↑  Антиох VIII и Антиох IX были одновременно и единоутробными братьями (их мать Клеопатра Тея сначала вышла замуж за Деметрия II, потом — за Антиоха VII), и двоюродными (их отцы, соответственно, Деметрий II и Антиох VII, были родными братьями).